# Toyota (Aichi)
Pour les articles homonymes, voir Toyota (homonymie).
Toyota (豊田市, Toyota-shi) est une ville située dans la préfecture d'Aichi, sur l'île de Honshū, au Japon.

## Géographie

### Situation
La ville de Toyota est située dans la région de Mikawa (préfecture d'Aichi), au Japon, à l'est-sud-est de Nagoya, capitale préfectorale.

### Municipalités limitrophes
| Seto                       | Toki, Mizunami | Ena, Neba |
| Nagakute, Nisshin, Miyoshi | Toyota         | Shitara   |
| Kariya, Chiryu, Anjō       | Okazaki        | Shinshiro |

### Démographie
En décembre 2019, la population de la ville de Toyota était de 425 677 habitants répartis sur une superficie de 918,47 km2.

## Histoire

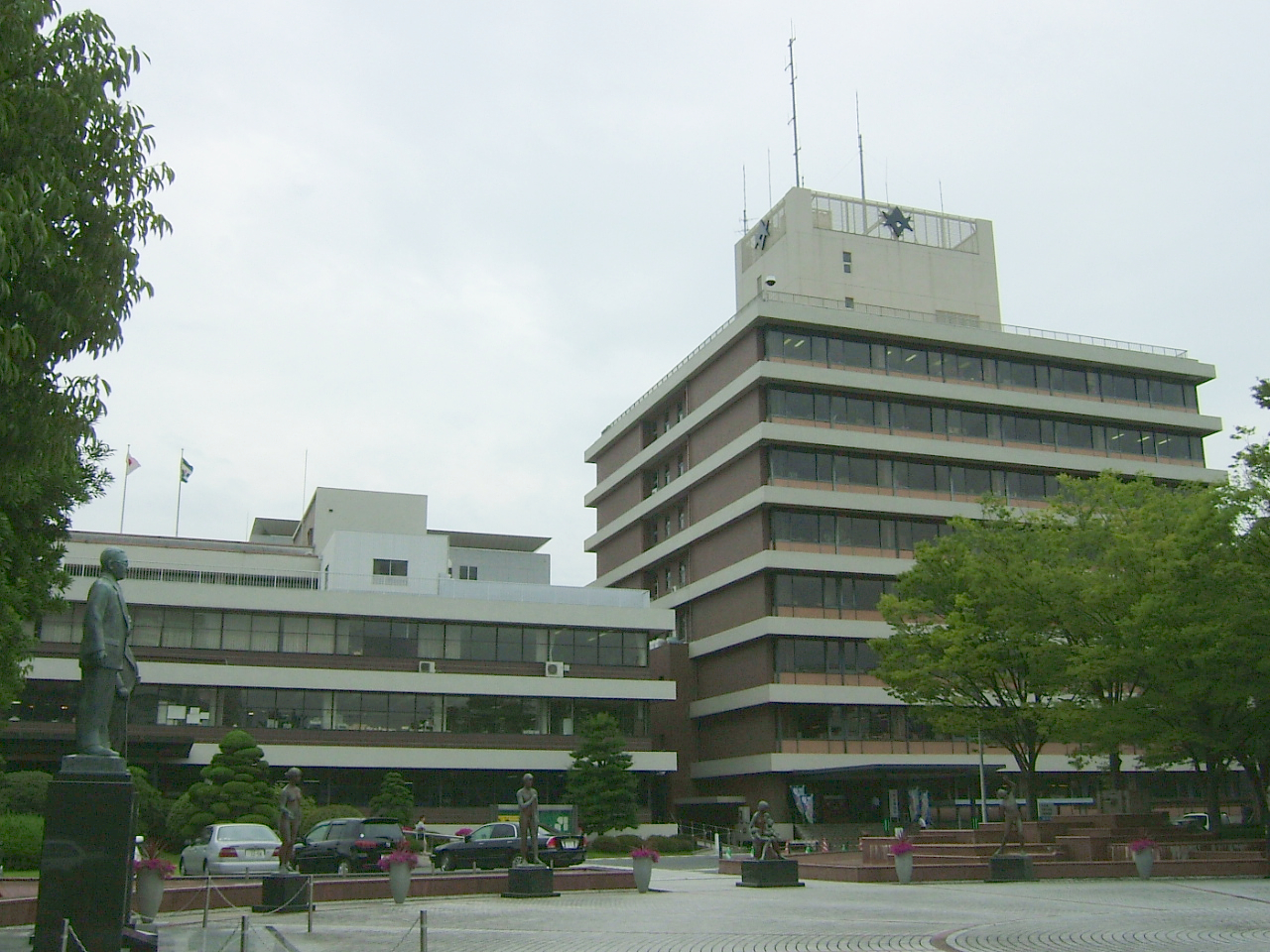
Mairie de Toyota.

Autrefois nommée Koromo (挙母), la ville de Toyota était un important producteur de soie et prospéra de l'ère Meiji (1868-1912) à l'ère Taishō (1912-1926). Du fait de la baisse de la demande de soie brute au Japon et à l'étranger, la ville entra dans un déclin progressif. Ce déclin encouragea Kiichiro Toyoda, cousin d'Eiji Toyoda, à chercher des alternatives industrielles à l'entreprise familiale de métiers à tisser automatiques. C'est ce qui mena à la fondation de ce qui devint plus tard l'entreprise Toyota.
La ville a changé son nom en Toyota en 1959. Elle obtient le statut de ville noyau en 1998.
Du 25 mars au 25 septembre 2005 a eu lieu l'Expo 2005 à Nagakute (site principal), Seto et Toyota.
Le 1er avril 2005, les ville de Fujioka et d'Obara du district de Nishikamo et les villes d'Asuke, de Shimoyama, d'Asahi et d'Inabu du district d'Higashikamo ont fusionné avec la ville de Toyota.
Le clan Matsudaira, dont un des membres prit le nom de Tokugawa Ieyasu et devint le premier des quinze shoguns Tokugawa, tire son nom d'un village faisant partie, à l'époque moderne, de Toyota.
L'astéroïde (3533) Toyota a été nommé en l'honneur de la ville par son découvreur, Kenzo Suzuki.

## Culture locale et patrimoine
- Château de Koromo

## Sports
La ville possède un stade, le stade de Toyota ou Toyota stadium, qui peut contenir 45 000 personnes. Il accueille souvent les rencontres de la Coupe du monde des clubs.

## Transports
Toyota est desservie par les lignes Mikawa et Toyota de la compagnie Meitetsu, la ligne Aichi Loop de la compagnie Aichi Loop Railway et le train à sustentation électromagnétique Linimo. La gare de Toyotashi est la plus importante de la ville.

## Jumelages
- Détroit (Michigan) (États-Unis) depuis 1960
- Derby (Angleterre) (Royaume-Uni)

## Symboles municipaux
Les symboles de Toyota sont le tournesol et le zelkova.

## Personnalité liée à la ville
- Suzuki Shōsan (1579-1655), samouraï et moine
- Kiichiro Toyoda (1894-1952), industriel
- Kenzo Suzuki (né en 1950), astronome
- Ayako Takagi (née en 1977), flûtiste concertiste
- Miliyah Katō (née en 1988), chanteuse